# Betty Vergès
Betty Vergès (* 1956) ist eine ehemalige französische Schauspielerin und ein Fotomodell.

## Leben
Betty Vergès wuchs als Tochter eines Leibwächters in der Provence in Frankreich auf. Zunächst studierte sie an der Universität Genf Kunstgeschichte und Romanistik mit dem Ziel, Lehrerin zu werden. Mit 18 wurde sie als Fotomodell entdeckt.
Zwischen 1976 und 1979 wirkte sie in vier Erotikfilmen der Produktionsfirma Lisa-Film GmbH mit. In der Ausgabe vom August 1978 war sie im deutschen Playboy zu sehen.
Betty Verges stand nicht lange im Rampenlicht und hat sich nach ihrer kurzen Filmkarriere weitgehend aus der Öffentlichkeit zurückgezogen. Über ihr heutiges Leben ist wenig bekannt, es gibt keine aktuellen öffentlichen Informationen über ihre Aktivitäten oder Karrierepläne ab den 1980er Jahren.

## Filmografie
- 1977: Griechische Feigen
- 1977: Sylvia im Reich der Wollust
- 1978: Summer Night Fever
- 1979: Graf Dracula (beisst jetzt) in Oberbayern